# 武川恵子
武川 恵子 （たけがわ けいこ、1958年4月23日 - ） は、日本の内閣府官僚。

## 人物
1981年、東京大学教養学部卒業、総理府入庁。
2006年、国土交通省総合政策局交通消費者行政課長、2007年、同局安心生活政策課長、2008年、内閣府大臣官房審議官 （共生社会政策担当） 、2009年、内閣府大臣官房審議官 （男女共同参画担当） 、2012年、政府広報室長、2014年、内閣府男女共同参画局長。
2019年、昭和女子大学教授（- 2021年）、三井金属鉱業社外監査役（-2021年）、日本電信電話社外取締役。2020年、昭和女子大学女性文化研究所長。2021年、同大学特命教授、積水ハウス社外取締役、三井金属鉱業社外取締役。